# The Un-Americans
The Un-Americans fue un stable heel de lucha libre profesional, que formó parte de la WWE en el año 2002. El estable al principio fue compuesto de tres luchadores antiamericanos canadienses, Lance Storm , Christian y Test. Hacia el final de la existencia de Inamericanos, el trío fue unido por el luchador británico William Regal.
El grupo fue creado por el canadiense Lance Storm, alegando que la WWE desde hace años odiaba a los luchadores canadienses. Tuvieron muy poco tiempo de duración, aunque se destacaron por tener feudos con Booker T , Goldust, Undertaker, Kane, entre otras superestrellas. El grupo finalmente se separó luego de perder en el evento Unforgiven frente a Kane, Goldust, Booker T y Bubba Ray Dudley en un combate de 4 vs 4.
- Datos: Q2212615